# 吉田敬太郎

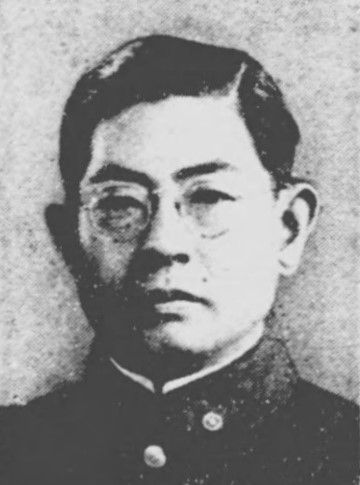
吉田敬太郎

吉田 敬太郎（よしだ けいたろう、1899年5月8日 - 1988年7月28日）は、日本の実業家、政治家、牧師。第二次世界大戦の戦時下で衆議院議員を1期務めたが、政府批判をして投獄された。獄中で聖書に出会い、戦後キリスト教に入信、公職追放に指定されて牧師となった。追放解除後には若松市長となり、5市合併によって北九州市が成立した際には市長職務執行者を務めた。

## 経歴
俠客出身の実業家で、衆議院議員も務めた吉田磯吉の養子として育ち、小倉中学校（後の福岡県立小倉高等学校の前身）、長崎高等商業学校に学んだ。
東京商科大学を卒業後、三菱鉱業勤務を経て、大倉高等商業学校（後の東京経済大学）講師となった。1931年ころ、養父・磯吉の命で九州に戻り、1932年から1933年にかけて欧米視察旅行に出る。1936年に磯吉が死去した後は、事業を引き継いで炭鉱経営などを手がけ、石油事業にも進出した。
娘達を西南女学院に入学させ、保護者として西南女学院を見守っていた。そのような中、日本は中国大陸、東南アジアに進出し、やがてアメリカ、イギリスなどを相手に太平洋戦争に突入していく。1940年日本は紀元2600年にあたるということから、忠君愛国の国民精神を強化する全国運動を展開する。そのような中、小倉市（現・北九州市小倉北区、小倉南区）においても、一般社会からミッションスクールで働いている外国人宣教師はスバイ視され、西南女学院は直接的な迫害を受けた。当時西南女学院院長であった原松太は小倉憲兵隊長から呼び出され、学院の存続に関わる要求をされ、脅迫的態度を示された。また民間人の団体愛国同士会からも廃校や立ち退きを要求された。この要求に対して原から相談を受けた福岡県会議員であり、西南女学院の生徒の保護者でもあった敬太郎は問題解決に尽力した。愛国同士会代表者らと原松太、吉田敬太郎が話し合い問題の解決を図った。
二度目に敬太郎が西南女学院を救ったのは1944年3月のことである。原松太は突然県庁に召喚され学院全体を徴用すると要求された。これは西南女学院が高台にあり軍にとって都合の良い場所だったからである。これに対して原は最善の努力をしますと返答したが、原にとって晴天の霹靂であった。この要求は事実上の廃校を意味するものであったが、この時の原は軍部への土地売却であって廃校を意味するものとは考えていなかった。その後原松太は軍への土地建物の売却について吉田敬太郎に相談し、これは事実上の廃校になるので、売却ではなく貸与するようにとのアドバイスを受け、それに従った。これにより西南女学院は戦後再び土地建物を取り戻し、キリスト教教育を継続することができた。 
福岡県会議員を2期務めた後、東條英機内閣の下で行われた1942年の第21回衆議院議員総選挙、いわゆる翼賛選挙で、翼賛政治体制協議会の推薦候補として当選した（福岡県第2区）。これは、議員であった養父の地盤を引き継いだ、当初は非推薦候補としての立候補であったが、選挙戦の半ばで推薦候補に加えられ、当選するという展開であった。
1944年、事実を伝えない大本営発表を「軍部の欺瞞」として批判して停戦を主張し、また軍事費の国会への決算報告がないことを批判したことなどから、弾圧を受け、1945年3月に軍法会議で実刑判決を受けて収監され、やがて栄養失調状態になった。4月には議員を失職となった。
この獄中で聖書に出会い、特に「ローマ人への手紙」の12章14節に心を打たれ、キリスト教に帰依し、1946年8月に西南女学院の教会（小倉思恩山教会）でバプテスマ（洗礼）を受けた。1949年には、若松バプテスト教会の再建とともに、その牧師となった。
戦後、公職追放となり、1950年10月に公職追放が解かれ、1951年には現職の井上安五郎を破って若松市の市長となり、合併で北九州市が成立するまで3期を務め、若戸大橋の架橋などを実現させた。また、市長在任中も日曜日には牧師として教会で礼拝の説教を続けた。新たに発足した北九州市では、選挙により吉田法晴が市長に選出されるまで、市長職務執行者であった。
政界引退後は、もっぱら日本バプテスト連盟の牧師として若松パブテスト教会(神愛幼稚園併設)に籍をおきながら活動し、1980年にはキリスト教功労者に選ばれた。
現在折尾愛真学園には吉田敬太郎の蔵書を記念館に展示している。吉田はこの学校でも教鞭をとり短大生には経済学を教えていた。

## おもな著書
- 汝復讐するなかれ、いのちのことば社、1971年（再版：キリスト新聞社、1984年）
  - 初版・再版とも絶版となった後、2011年に長男が復刊・配布したバージョンがある[7]。
  - 三版[10]が2022年、キリスト新聞社により大幅に手を入れられ発刊した。翌年1月17日の西日本新聞でこの本が紹介された。
  - 全文が長崎バプテスト教会のサイトで公開されている[4]。

### 訳書
- （J・クライド・ターナー 著）バプテストの嗣業、ヨルダン社（バプテスト叢書）、1950年